# Bigorio
Bigorio è una frazione del comune svizzero di Capriasca, nel Canton Ticino (distretto di Lugano).

## Storia
È stato frazione del comune di Sala Capriasca fino al 2001, quando il comune è stato accorpato agli altri comuni soppressi di  Cagiallo, Lopagno, Roveredo, Tesserete e Vaglio per formare il nuovo comune di Capriasca.

## Monumenti e luoghi d'interesse

### Architetture religiose

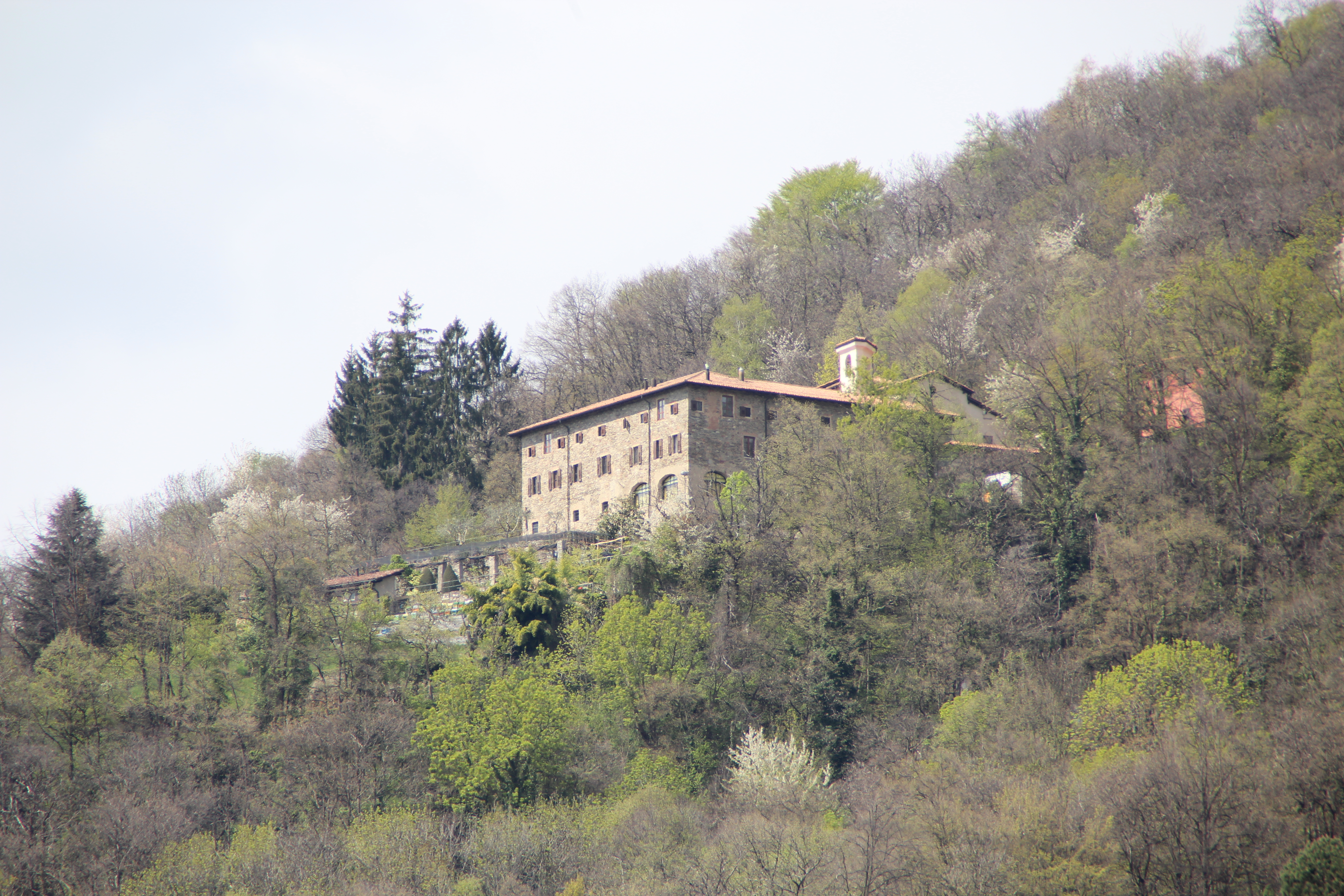
Il convento di Santa Maria Assunta

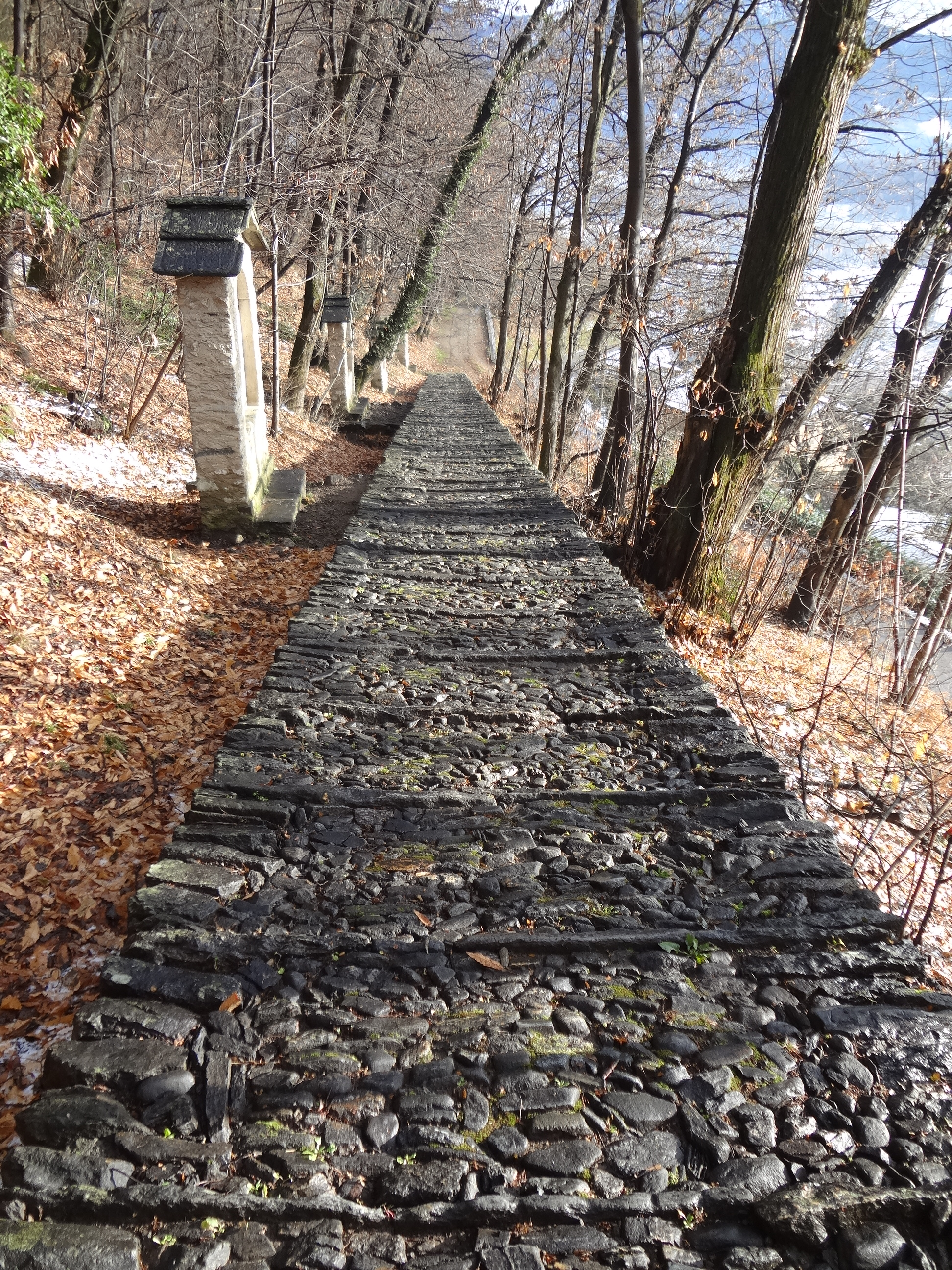
Via Crucis

- Convento di Santa Maria Assunta, fondato nel 1535 quale prima sede dei frati dell'ordine dei cappuccini in Svizzera[1];
- Chiesa conventuale di Santa Maria Assunta, risalente al XIII secolo e consacrata nel 1577[1];
- Via Crucis, con le 14 stazioni edificate nel 1797[1], risanate nel 1966 e ornate nel 1979 da graffiti eseguiti da Max Läubli, Carlo Manini, Gianni Paris, Roberto Pasotti, Alberto Salvioni, Pierino Selmoni, Giancarlo Tamagni e Pietro Travaglino[senza fonte];
- Oratorio dei Santi Bernardino da Siena e Valentino[senza fonte].

### Architetture civili
- Abitazione unifamiliare costruita in calcestruzzo armato da Francesco A. van Kuik nel 1972[senza fonte];
- Casa eredi di Giorgio Torricella, primo esempio di casa di vacanza sui monti[2], eretta prima del 1900 e ampliata nel 1926[senza fonte];
- Casa Emilio Bianchi, edificio parallelepipedo in pietra a vista, ulteriore esempio di casa di vacanza estiva sui monti[2];
- Casa di Alma Chiesa in località Monti di Bigorio, esempio di casa di vacanza borghese costruita nel 1930[3].